# Marc-Antoine Charpentier
Marc-Antoine Charpentier (1643 - 1704) foi um compositor francês. Fato incomum para um compositor francês de sua época e talento, Charpentier nunca alcançou um posto na corte de Luís XIV. Por outro lado, produziu ampla variedade de música para teatro e igreja, colaborando com Molière e criando diversas missas, motetos, cantatas e oratórios, além de seu famoso Te Deum. H.146 Visto como "italiano" demais à época, seu estilo único vem sendo revalorizado.
Ao contrário de Jean-Baptiste Lully, italiano que se tornou a epítome da música francesa, o parisiense Charpentier foi para a Itália estudar composição, trazendo de volta consigo não apenas obras de autores italianos, mas também um estilo híbrido e peculiar. Desfrutou do patrocínio de Mlle de Guise, bem-relacionada nobre francesa com amplo séquito musical privado. Sua fama como compositor de música sacra ajudou-o não apenas a arranjar um posto na igreja jesuíta de Saint-Louis em Paris, e depois na Sainte-Chapelle, como propiciou-lhe encomendas da capela do delfim Luís.

## Obras (551)

### Óperas
- Les Amours d'Acis et Galatée, parte musical perdida 1678 Jean de La Fontaine
- Les Arts florissants, H.487 1685-6
- La Descente d'Orphée aux enfers, H.488 1686-7
- Jugement de Pan, parte musical perdida 1690
- Philomele, parte musical perdida 1690
- Médée, H.491 (libretto de Thomas Corneille1693)

### Tragédias bíblicas
- Celse Martyr, parte musical perdida (libretto de P. Bretonneau 1687).
- David et Jonathas, H.490, 1688  (libretto de P. Bretonneau.)

### Pastorais
- Actéon H. 481, (1684)
- La Couronne de Fleurs, H.486 (1685)
- La Fête de Rueil, H.485 (1685)
- Il faut rire et chanter: Dispute de Bergers, H.484 (1685)
- Le Retour du Printemps, parte musical perdida
- Petite Pastorale, H.479 (meados dos 1670s)

### Pastoraletta
- Amor Vince Ogni Cosa, H.492
- Cupido perfido dentr'al mio cor, H.493

### Música de cena
- Les Facheux, (1672), Música perdida, (Drama de Molière)
- La Comtesse d'Escarbagnas, H.494i, (1672) (Drama de Molière)
- Le Mariage forcé, H.494ii, (1672) (Drama de Molière)
- Le Médecin malgré lui, música perdida, data incerta, 1672  (Drama de Molière)
- Circé, H.496, (1675)  (Drama de Thomas Corneille & Donneau de Visé)
- Ouverture du prologue de LInconnu, H.499 1679 (Donneau de Visé & Thomas Corneille)
- Andromède, H.504 (1682) (Drama de Pierre Corneille)
- Vénus et Adonis, H. 507 (1685)  (Drama de Donneau de Visé)
- Psyché, parte musical perdida, (1684) (Drama de Molière, Pierre Corneille & Quinault)
- Polyeucte, H.498 (1679) (Drama de Pierre Corneille)

### Comédias-Ballet
- Le Mariage forcé, H.494ii (1672) (Drama de Molière)
- Le Malade imaginaire, H.495, H.495 a, H. 495, b (1672) (Drama de Molière)
- Le Sicilien, H.497 (1679) (Drama de Molière)

### Divertimentos
- Les Plaisirs de Versailles, H.480 (1682)
- Idylle sur le Retour de la Sante du Roi, H.489 (1686-7)
- Menuet de Strasbourg, H.549 bis

### Interlúdios (Intermèdes)
- Le Triomphe des Dames, parte musical perdida (1676)
- La Pierre Philosophale, H.501 (1681)
- Endymion, H.502 (1681)
- Dialogue d'Angélique et de Médor, H.506 (1685) Dancour

### Sonatas
- Sonate à huit, H.548

### Música sacra
- Messe , (H.1, 1670)
- Messe pour les Trépassés, (H.2, 1670)
- Messe à 8 voix & 8 violons et flûtes, (H.3, 1670)
- Messe à 4 Choeurs, (H.4, 1670)
- Messe pour le Port-Royal, (H.5, 1690)
- Messe à 4 voix, 4 violons, 2 flûtes, et 2 hautbois pour Mr Mauroy, (H.6, 1690)
- Messe des Morts à 4 voix, (H.7, 1690)
- Messe pour le samedi de Pâques, (H.8, 1690)
- Messe de Minuit pour Noël, (H.9, c. 1690)
- Messe des morts à 4 voix et symphonie, (H.10, 1690)
- Missa Assumpta est Maria (H.11, 1698-1702)
- Messe pour plusieurs Instruments au lieu des orgues, (H.513, 1670)
- Extremum Dei Judicium, (H.401)
- 9 Litanies de la vierge, (H.83, 1683-1685) à H.90
- 4 Te Deum, (H.145, 1670) (H.146, c. 1690) (H.147, 1690) ( H.148, 1698/99)
- 10 Magnificat, H.72 à H.81
- Dixit Dominus,  (H.204)
- In nativitatem Domini canticum, (H.416)
- Noëls sur les instruments, (H 534,  1690)
- Noëls pour les instruments, (H.531, 1680)
- Precatio pro fillio regis (Ofertório) (H.166)
- "Panis quem ego dabo" (elevação) (H.275)
- 54 Leçons de Ténèbres & Répons, (H.91 à H.144)

### Biografia
- Cessac, Catherine. Marc-Antoine Charpentier. Translated from the French ed. (Paris 1988) by E. Thomas Glasow. Portland (Oregon): Amadeus Press, 1995.
- Ranum, Patricia. Portraits Around Marc-Antoine Charpentier . Baltimore: Dux Femina Facti, 2004. ISBN 0-9660997-3-7.

### História da Música
- Anthony, James R.  French Baroque Music: From Beaujoyeulx to Rameau.  Revised and expanded edition.  Portland (Oregon): Amadeus Press, 1997.
- Hitchcock, H.W.  Les Oeuvres de Marc-Antoine Charpentier: Catalogue Raisonné. Paris: Picard, 1982.
- Thomas, Downing A.  Aesthetics of Opera in the Ancien Régime, 1647-1785.  Cambridge (UK): Cambridge University Press, 2002.
- Tunley, David.  The Eighteenth-Century French Cantata. 2nd edition.  Oxford (UK): Clarendon Press Oxford University Press, 1997.